# Euphemia Stewart, 2. Countess of Strathearn and Caithness
Euphemia Stewart, 2. Countess of Strathearn and Caithness (* vor 1375; † 15. Oktober 1434), war eine schottische Adelige.

## Leben
Ihr Vater war David, erster Sohn von König Robert II. aus dessen zweiter Ehe mit Euphemia de Ross; ihre Mutter war eine Tochter von Sir Alexander Lindsay of Glenesk und Schwester von David Lindsay, 1. Earl of Crawford.
Wie bei vielen Frauen dieser Zeit lassen sich die Lebensdaten nur aus den Taten der sie umgebenden Männer ermitteln: Mit dem Tod ihres Vaters übernahm sie auch dessen Titel als Countess Palatine of Stratherne and Caithness. Vor Juli 1402 verzichtete sie dann zugunsten ihres Onkels Walter, Earl of Atholl, auf den Titel Earl of Caithness und nannte sich fortan nur noch Countess Palatine of Stratherne.
Aus ihrer ersten Ehe, geschlossen vor Dezember 1406 mit Patrick Graham (de iure uxoris Earl of Strathearn) stammten drei Kinder; die Töchter Elisabeth und Euphemia (verheiratet in erster Ehe mit Archibald Douglas, 5. Earl of Douglas und in zweiter Ehe mit James Hamilton, 1. Lord Hamilton), sowie ihr Sohn Malise, Titelträger und späterer Earl of Menteith. Nach dem Tod ihres Mannes am 10. August 1413 heiratete sie um 1415 in zweiter Ehe Patrick Dunbar; mit ihm hatte sie die Söhne Patrick und George.